# Manuel Bernardo Alvarado
Manuel Bernardo Alvarado (15 de marzo de 1948 – 30 de abril de 2010) fue un académico británico nacido en Guatemala, especializado en estudios de medios de comunicación. Durante su carrera fue secretario de la Society for education in Film and Television (Sociedad para la Educación en Cine y Televisión) y editor de Screen Education (Educación en Pantalla). Fue también Director de Educación en el British Film Institute (Instituto Británico de Cine) y profesor en el West Surrey Institute of Art & Design, University College (Instituto de Arte y Diseño de Surrey Occidental), la Universidad de Luton, Universidad de Sunderland y la Universidad de la Ciudad de Londres. Fue miembro de la junta directiva de la Sir John Cass's Foundation.